# Grain (météorologie)
Pour les articles homonymes, voir Grain.

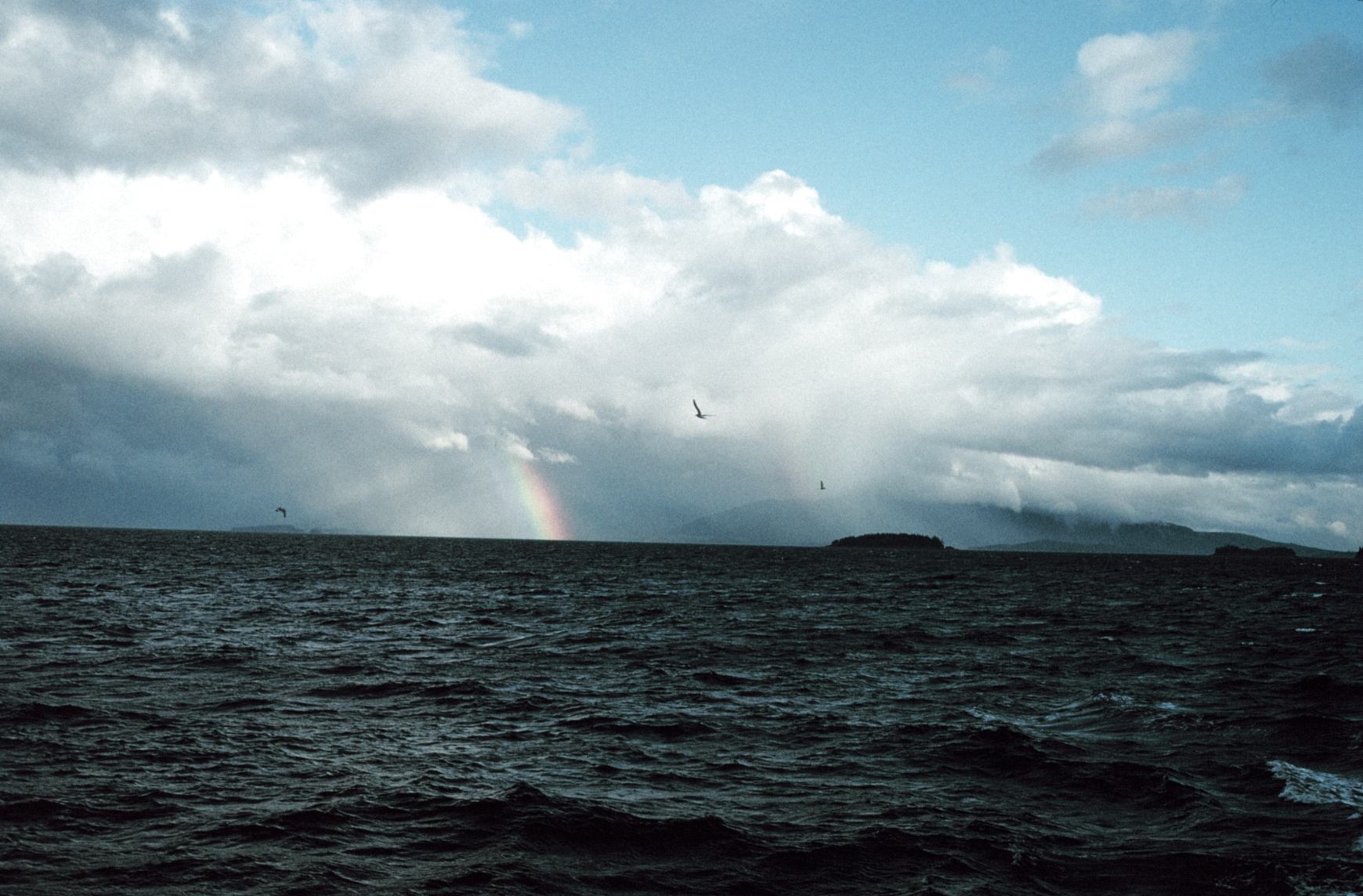
Arc-en-ciel après un grain

Un grain est un événement météorologique au cours duquel la vitesse du vent s'accroît de façon brusque et marquée avec un net changement de direction (45 à 90°), et qui ne dure que quelques minutes. Ce phénomène, particulièrement redouté des voiliers, est fréquemment accompagné d'averses de pluie, de neige ou d'orages. Selon la définition de l'Organisation météorologique mondiale, les rafales de vent doivent être d'au moins 15 nœuds (28 km/h) supérieures à la vitesse moyenne du vent pendant une période d'au moins une minute. 
Les grains peuvent être causés par la descente d'air des niveaux moyens lors du passage d'un front froid, d'un creux ou de nuages convectifs. Ils peuvent être isolés sous un orage ou s'étendre le long d'une ligne. 

## Grain synoptique
Jacob Bjerknes et l'école de météorologie de Bergen, qui développèrent le modèle frontal, notèrent que le passage d'un creux barométrique pouvait être marqué par un soudain changement de la direction des vents et de fortes rafales quand le changement de pression était très important à l'avant et à l'arrière de celui-ci. Ceci est dû à une forte convergence dans le creux qui engendre un fort mouvement vers le haut à l'approche de celui-ci et une forte descente d'air à l'arrière. 
En général, ces forts mouvements ont été associés à un changement de masse d'air et on retrouve un front froid dans le creux. Cependant, dans le secteur chaud d'une dépression on peut retrouver des creux donnant des grains similaires parce que l'air y est instable.

## Grain orageux

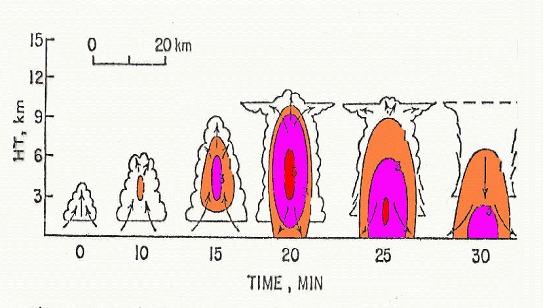
Cycle de vie d'un orage.

L'air dans un environnement orageux est chaud et humide en bas, mais sec et froid en altitude. Lorsqu'une parcelle d'air devient plus chaude que cet environnement à un niveau donné, elle est poussée vers le haut. La condensation forme un cumulus bourgeonnant ou cumulonimbus dans lequel des précipitations se développent. 
Finalement le cœur de pluie devient trop pesant pour être soutenu par le courant ascendant qui crée le nuage. Elle se met alors à descendre. On voit sur l'image le cycle de vie d'un orage et les flèches montrent la direction du mouvement de l'air. Dans un orage ordinaire, cela donne un front de rafales plus ou moins fortes. Cependant, dans un orage où les précipitations sont très intenses et l'instabilité (énergie potentielle de convection disponible) importante, la rafale descendante devient extrême.

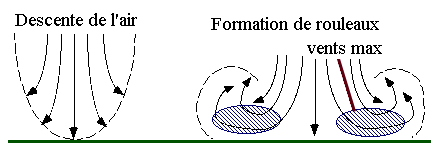

Il s'agit en quelque sorte d'un effondrement soudain des couches supérieures de l'atmosphère, une véritable avalanche d'air qui entraîne de violentes turbulences atmosphériques, de la force d'un puissant ouragan, et qui dure de quelques secondes à plusieurs dizaines de minutes. C'est ce vent rabattant d'une extrême violence que l'on appelle rafale descendante. 
Ce sont ces rafales descendantes qui causent les grains. On les classe en macro-rafales (plus de 2,5 km) ou micro-rafales (moins de 2,5 km) selon la largeur du corridor de dommages. 

### Grain noir
Une rafale descendante humide se produit quand l'air est humide dans toute la couche, entre le sol et les niveaux moyens de l'atmosphère, où la descente se produit. De plus, l'air des hauts niveaux, qui peut entrer dans l'orage, est plus froid que celui-ci. Il est donc en équilibre négatif (poussée d'Archimède) et va lui aussi descendre. Le vent ainsi rabattu s'accompagne alors de pluie. C'est ce qu'on appelle un grain noir.

### Grain blanc
Une rafale descendante sèche se produit dans un environnement très sec dans les bas niveaux sous l'orage. Les précipitations descendantes s'évaporent alors avant d'atteindre le sol. La parcelle d'air qui contenait ces précipitations est alors plus froide que l'environnement, par perte de chaleur due à l'évaporation, et accélère vers le bas. Il y a donc rafale sans pluie et c'est ce qu'on appelle un grain blanc en référence au fait que le ciel qui l'accompagne est parfaitement clair, et que de ce fait, il ne peut être signalé à l'horizon que par un nuage blanc en ascension rapide, ou par l'écume qu'il génère au sommet des vagues.
Ce type de grain est très brusque, éclate sans aucun signe annonciateur, et peut être d'une violence inouïe.

### Ligne de grains ou grains en ligne

Vues en coupe verticale des précipitations et de la circulation de l'air dans une ligne de grains.

Lorsque des orages isolés se rassemblent en une ligne et que cette ligne se déplace avec le vent moyen dans l’atmosphère, on a affaire à une ligne de grains dont l’extrême est le derecho. En général, ces lignes se situent à l'avant d'un front froid ou d'un creux barométrique très marqué et peuvent se déplacer plus vite que celui-ci.
Un tel grain produit un front de rafales qui s’organise en ligne à l’avant de la convection. Il est renforcé par la subsidence du courant-jet des niveaux moyens qui est rabattu vers le sol. En effet, l'entrée de ce dernier dans le nuage y amène de l'air froid et sec environnant, ce qui forme un équilibre négatif selon la poussée d'Archimède. 
La coupe horizontale à travers une telle ligne montre donc de forts gradients de réflectivité (taux de précipitations) sur l’avant de la ligne. Derrière cette ligne, il y a des endroits où des encoches donnent une forme ondulée à celle-ci (image de la ligne en arc ci-dessous). Ces encoches sont créées là où le jet assèche les précipitations en descendant. Il y a généralement des reformations d’orages en amont de la ligne principale avec la rafale descendante. La coupe verticale montre que les orages sont suivis d'une zone continue et moins intense associée à des précipitations stratiformes et la position du jet de niveau moyen descendant vers le sol.
Selon l'énergie disponible et le cisaillement des vents avec l'altitude, une ligne de grains donnera des vents plus ou moins forts le long de la ligne. Ces vents peuvent être dévastateurs. Les pluies diluviennes ne durent que très peu de temps au passage de la ligne mais des quantités importantes peuvent persister dans la partie stratiforme à l'arrière. Les autres phénomènes violents comme la grêle et les tornades sont plus rares.

### Grain en arc

Évolution typique d'un grain en arc vu au radar :
(a) Supercellule
(b) Ligne de grains
(c) Grain en arc
(d) Rotation engendrée dans les bouts.
Les lignes tiretées indiquent l'axe des rafales maximales et les flèches la direction des vents par rapport à la ligne d'orages.

Un grain en arc résulte de l'étalement d'une goutte froide qui se forme à l'avant d'un orage ou d'une ligne d'orages quand l'air des niveaux moyens et les précipitations en descendent. Lorsque le cisaillement des vents est de modéré à fort dans les bas niveaux de l'atmosphère et que la direction de ce changement est linéaire, la goutte s'étale en arc. Le soulèvement sur le devant de la goutte cause la reformation d'orages qui s'aligneront en arc. Le grain orageux ainsi généré aura quelques kilomètres d'épaisseur et de 20 à 200 km de long, en général moins long qu'une ligne de grains rectiligne. Sa durée de vie sera de 3 à 6 heures et en général causera des dégâts importants sur son trajet, car le courant-jet des niveaux moyens qui descend le long du front de rafales se trouve concentré. Un grain en arc peut se transformer en derecho si les conditions sont favorables. En 2004, une étude sur un grand nombre de grains en arc provenant de cellules orageuses faiblement organisées et de super-cellules a démontré que la première situation était la plus propice à leur formation.

### Grain de neige
Lors du passage d'un front froid très actif en hiver dans une masse d'air relativement douce (entre 0 °C et 5 °C), l'air froid qui accompagne le front, passant au-dessus du sol plus chaud, rend l'air très instable. Ceci produit des averses intenses de neige poussées par des sautes de vents. Ce genre de bourrasques de neige ou grains de neige rend la visibilité nulle durant moins de 30 minutes en général et donne une saute de vent importante.
La prévision de ces lignes de grains est similaire à celle des orages violents estivaux : creux très marqué, courant-jet de bas niveau de 30 nœuds ou plus, dôme d'air froid en altitude. Cependant, ce dernier item est à plus bas niveau avec une température de −25 °C à 850 hPa au lieu de retrouver ces conditions à 500 hPa ou plus haut.

### Cyclone tropical
Dans un cyclone tropical, on retrouve des zones de grains dans les bandes orageuses en spirale qui entourent l’œil. Le long de ces zones des trombes marines et des tornades peuvent être engendrées car le cisaillement vertical des vents est très fort.

## Langage courant et proverbes
L'expression « veiller au grain » est d'origine maritime et météorologique et non pas paysanne, comme on le croit parfois,. Au temps de la marine à voile, officiers et matelots de quart devaient être prêts à réduire la voilure (en commençant par les voiles hautes comme les cacatois et les perroquets) dès l'apparition d'un nuage annonciateur de grains.
Un dicton de la marine à voile énonce d'ailleurs : « Si tu veux vivre vieux marin, arrondis les caps [passer à bonne distance, éviter le « rase cailloux »] et salue les grains [ariser ou serrer les voiles hautes, par analogie avec un salut en ôtant son chapeau]. »